# Rosa dei Venti
La Rosa dei Venti è una nave ro-ro di proprietà della compagnia di navigazione italiana Corsica Ferries - Sardinia Ferries, in noleggio al Gruppo Grendi fino al 2028.

## Servizio
Varata il 24 marzo 2017 nel cantiere navale AVIC Weihai Shipyard di Weihai con il nome di Rosa dei Venti e consegnata il 19 aprile 2018 alla Visemar di Navigazione, viene subito girata in noleggio al Gruppo Grendi ed impiegata tra i porti di Marina di Carrara, Olbia e Cagliari.
Nel 2023 è stata acquistata dalla compagnia di navigazione italiana Corsica Ferries - Sardinia Ferries, rimanendo in noleggio al vecchio armatore sulla stessa rotta fino al 2028, con soltanto l'aggiunta della testa di moro sul fumaiolo.